# 2005 في السعودية
تحتوي هذه المقالة على أهم الأحداث التي شهدتها السعودية في 2005، والذي يوافق 1425 / 1426 هجري, إضافة إلى أهم الشخصيات السعودية التي وُلدت أو تُوفيت في هذه السنة.

## السياسة

### الحكم
- الملك: فهد بن عبد العزيز آل سعود، حتى 1 أغسطس.
- الملك: عبد الله بن عبد العزيز آل سعود، منذ 1 أغسطس.

### تعيينات

#### فبراير
- 8:
  - عبد الله بن صالح العبيد، وزير التربية والتعليم.[1]
  - عبد المحسن بن عبد العزيز العكاس، وزير الشؤون الاجتماعية.[1]
  - فؤاد بن عبد السلام الفارسي، وزير الحج.[1]
  - إياد بن أمين مدني، وزير الثقافة والإعلام.[1]

### إعفاءات

#### فبراير
- 8:
  - محمد بن أحمد الرشيد، وزير التربية والتعليم.[1]
  - علي بن إبراهيم النملة، وزير الشؤون الاجتماعية.[1]
  - فؤاد بن عبد السلام الفارسي، وزير الثقافة والإعلام.[1]
  - إياد بن أمين مدني، وزير الحج.[1]

## أحداث
- تأسيس المركز الوطني للزلازل والبراكين.[2]
- وضع حجر الاساس لكلية الطب بأكاديمية مدينة الملك عبد العزيز الطبية للعلوم الصحية ووضع حجر الاساس لتوسعة مركز طب وجراحة القلب ووضع حجر الاساس لمشروع مركز الاصابات بمدينة الملك عبد العزيز الطبية للحرس الوطنى كما تم تدشين مركز الاورام وتوسعة وحدة العناية المركزة لحديثى الولادة وتوسعة مركز غسيل الكلى وتدشين نظام المعلومات الطبية الآلي.[3]
- تحويل أكاديمية مدينة الملك عبد العزيز للعلوم الصحية للحرس الوطنى إلى جامعة صحية متخصصة.[3]
- انعقاد الاجتماع التشاوري لقادة دول مجلس التعاون لدول الخليج العربية في قصر الدرعية بالرياض.[4]
- أجريت بنجاح في مدينة الملك فهد الطبية بالرياض عملية جراحية متقدمة لطفلة تبلغ من العمر سنة وسبعة أشهر كانت تعانى من فتق خلفى في الحجاب الحاجز إضافة إلى صعوبة في التنفس وهى من العمليات المتطورة التى لا تجرى الا في المراكز العالمية المتخصصة حيث تم خلال العملية اعادة الامعاء الدقيقة والغليظة إلى وضعها الطبيعى في البطن واقفال فتحة الحجاب الحاجز بواسطة المنظار.[5]
- انشاء ثلاث جامعات جديدة وهي جامعة جازان وجامعة حائل وجامعة الجوف.[4]
- زيارة صاحب السمو الشيخ صباح الاحمد الجابر الصباح رئيس مجلس الوزراء بدولة الكويت إلى المملكة العربية السعودية واستقبله ولي العهد عبد الله بن عبد العزيز.[4]
- تخصيص خمسة عشر مليار ريال لبرنامج الصادرات الوطنية بناء على قرار مجلس ادارة الصندوق السعودى للتنمية وموافقة ولي العهد عبد الله بن عبد العزيز.[4]
- اجراء أول عملية اصلاح انسداد خلقى بين الحالب وحوض الكلية باستخدام الجراح الالى / الروبوت / دافينشى / بمستشفى الملك خالد الجامعى.[6]
- حقق الفارس السعودى فيصل بن سعود الشعلان المركز الأول في الشوط الرابع من بطولة كأس ملك البحرين الدولية لقفز الحواجز المقامة في بالمنامة.[7]
- تسلمت المنظمة العربية للتربية والثقافة والعلوم شيكا بمبلغ مليون و120 الف دولار امريكى من المملكة يمثل حصتها في ميزانية المنظمة لعام 2005 2006 م.[7]
- انشاء مستشفى الصحة النفسية بمحافظة الاحساء بسعة 100 سرير.[7]
- حصل ميناء الملك فهد الصناعى بالجبيل على جائزة القوس الدولى لاتفاقية أوروبا من الدرجة البلاتينية وشهادة الامتياز للادارة الشاملة لعام 2005م وهى جائزة سنوية تمنحها المؤسسة الاسبانية اتجاهات المبادرات في قطاع الاعمال.[8]
- انشاء عدد من المشاريع الكهربائية بمنطقة الاحساء بتكلفة اجمالية تزيد عن 300 مليون ريال.[8]
- اصدار أول فاتورة موحدة للمياه والكهرباء وذلك بفرع الشركة السعودية للكهرباء بالمنطقة الشرقية.[9]
- وضع حجر الاساس لمشروع مستشفى محافظة ثار العام البالغة تكلفته 23 مليون ريال بسعة 50 سريرا.[9]
- أعلنت المملكة العربية السعودية اعتماد مبلغ أربعمائة مليون دولار أمريكى للدول التى تضررت من الزلازل والمد البحرى التي وقعت في جزيرة سومطرة الاندونيسية يوم السادس والعشرين من شهر ديسمبر عام 2004م يتم تقديمها بواسطة الصندوق السعودى للتنمية بالتعاون مع الجهات المختصة في الدول المتضررة.[10]
- انشاء نفق تقاطع طريق أبو بكر الصديق مع طريق الامام سعود بن عبالعزيز بن محمد في العاصمة الرياض.[11]
- رعى صاحب السمو الملكى الامير سلطان بن عبد العزيز ولي العهد نائب رئيس مجلس الوزراء وزير الدفاع والطيران والمفتش العام حفل وضع حجر الاساس لمشروعى مستشفى حائل التخصصى والمستشفى السعودى الالمانى وذلك بمدينة حائل.[11]
- تأهل منتخب المملكة العربية السعودية الأول لكرة القدم لنهائيات كأس العالم 2006م بالمانيا اثر فوزه على المنتخب الاوزبكستانى بثلاثة اهداف دون مقابل في مباراة الاياب ضمن المجموعة الأولى للتصفيات النهائية الاسيوية التى اقيمت على استاد الملك فهد الدولى بالرياض.[12]
- البدء في انشاء موسوعة جدة التى تقوم بدراسة ماضى جدة وحاضرها دراسة موسوعية موثقة يقوم بها فريق عمل من الاكاديميين السعوديين والمثقفين المعنيين بهذه المدينة.[12]
- أعلنت مؤسسة النقد العربى السعودى شراءها حصة بنك جى بى مورجان تشيس البالغة 5.3 في المائة في بنك الخليج الدولى.[12]
- زيارة وزيرة خارجية الولايات المتحدة الامريكية كونداليزا رايس إلى المملكة العربية السعودية.[13]
- حقق الفريق الطبى السعودى بقيادة الجراح العالمى المدير العام للشؤون الصحية بالحرس الوطنى الدكتور عبد الله الربيعة انجازا طبيا جديدا تمثل في الانتهاء وبنجاح تام ولله الحمد من فصل التوأمتين السياميتين المصريتين الاء وولاء بعد ان دامت العملية نحو ثلاث عشرة ساعة متواصلة.[13]
- أصدر معالى وزير العمل الدكتور غازى القصيبى قرارا يقضى بقصر العمل في محلات بيع المستلزمات النسائية على المرأة السعودية خلال فترة العامين القادمين.[13]

### أبريل
- 8: انطلاق دورة ألعاب التضامن الإسلامي وهي مسابقات أولمبية تشارك بها وفود رياضية من مختلف الدول الإسلامية وأقيمت في 4 مدن سعودية وهي مكة المكرمة والمدينة المنورة وجدة والطائف.[14]
- 21: آخر أيام الاقتراع في الانتخابات البلدية.

### أغسطس
- 8: الملك عبد الله يصدر عفوًا ملكيًا عن الإصلاحيين الثلاثة.

### سبتمبر
- 7: مقتل خمسة مسلحين وثلاثة رجال شرطة في الدمام.[15]

### نوفمبر
- 7: حصل محمد كالون مهاجم من فريق اتحاد جدة السعودي على لقب هداف بطولة دوري أبطال آسيا لعام 2005.[16]
- 11: انضمام المملكة لمنظمة التجارة العالمية.[17]

### ديسمبر
- 7: انعقاد مؤتمر القمة الإسلامي في دورته الطارئة الثالثة.[18]
- 8: سقوط قتيل وعدد من الجرحى بعد حالة شغب جماهيري رياضي في مباراة في رياضة كرة اليد بين جمهور نادي الخليج ونادي مضر.

## وفيات

### يناير
- 10: إبراهيم محمد الحسون، كاتب ومؤرخ (و. 1911).[19]
- 17 مارس: سيف النصر بن سعود بن عبد العزيز آل سعود، أحد أبناء الملك سعود.

### أغسطس
- 1: فهد بن عبد العزيز آل سعود، خامس ملوك المملكة العربية السعودية (و. 1920).[20][21]
- 18: صالح العوفي، قائد تنظيم القاعدة في السعودية

### ديسمبر
- 13: علي عبد الله السعيدي إمام الحرم المكي.
- 14: علي عبد الله جابر، إمام الحرم المكي.

### نوفمبر
- 12: عبد الملك بن سعود بن عبد العزيز آل سعود، أحد أبناء الملك سعود.
- أبو عمر السيف.

## جوائز
- أحمد محمد علي فاز بالاشتراك بجائزة الملك فيصل في خدمة الإسلام.[22]